# Gnoma variegata
Gnoma variegata es una especie de escarabajo longicornio del género Gnoma, tribu Gnomini, subfamilia Lamiinae. Fue descrita científicamente por Montrouzier en 1861.

## Descripción
Mide 5 milímetros de longitud.

## Distribución
Se distribuye por Nueva Caledonia.